# Biserica de lemn din Dretea

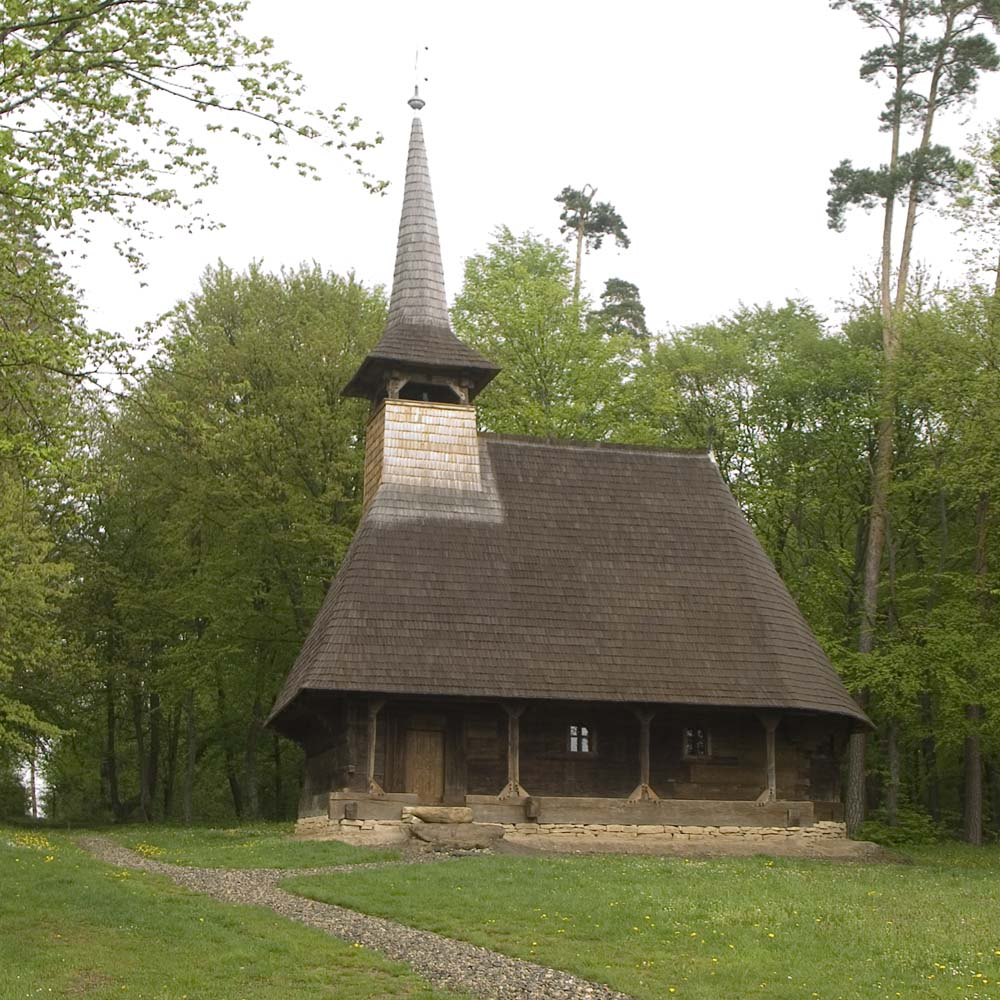
Biserica de lemn din Dretea, 2008

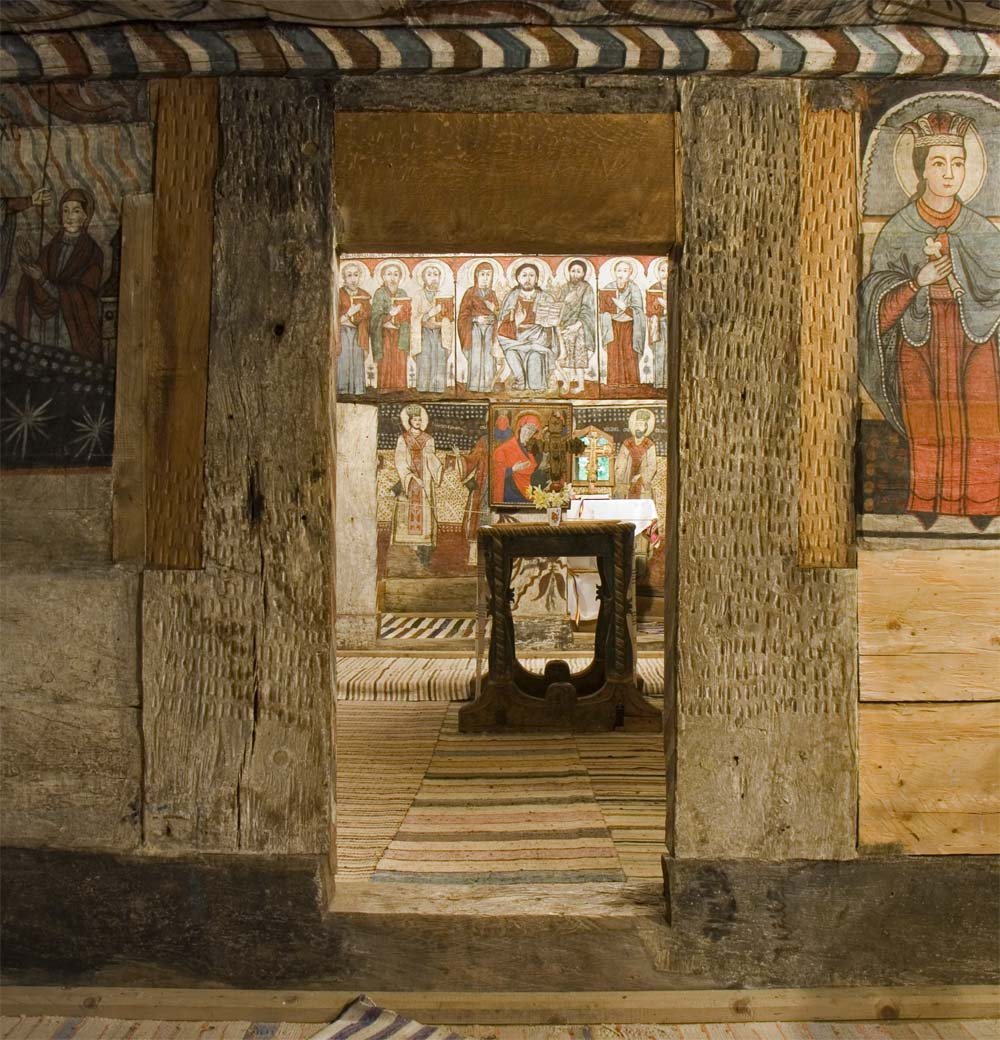
Portalul interior, spre navă, 2008

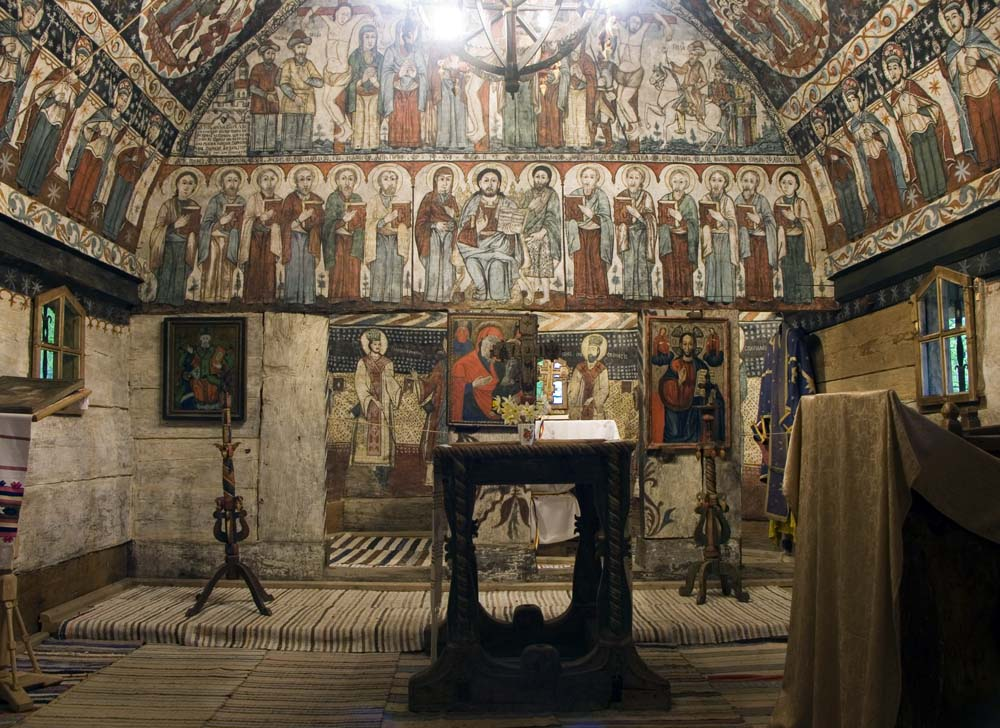
Iconostas, 2008

Biserica de lemn din satul Dretea, comuna Mănăstireni, județul Cluj este o veche biserică greco-catolică cu hramul "Coborârea Spiritului (Duhului) Sfânt". După 1948, anul interzicerii Bisericii Române Unite, Greco-Catolică, biserica a fost preluată de cultul ortodox. Ulterior a fost transferată și restaurată în Muzeul în Aer Liber din Dumbrava Sibiului în 2006, an când a fost și resfințită.

## Istoric
În Șematismul Episcopiei greco-catolice de Cluj-Gherla din 1947 (vezi foto), parohia unită din Dretea apare ca aparținând protopopiatului Huedin și care a trecut la Unire în 1700. Biserica de lemn, cu hramul "Coborârea Spiritului Sfânt" (Rusaliile) apare ca fiind edificată în 1830, însă cel mai probabil fost de fapt refăcută și renovată. Matricolele parohiei datează din 1826.
Construcția bisericii din bârne închetorate ar fi din anul 1672 după cum apare într-o însemnare din 8 mai 1903, pe un vechi Evangheliar, și anume: „Sfânta biserică din Dretea, precum am aflat scris într-un Orologiu vechi s-au edificat în anul 1672, fiind preot Popa Mihai“.</ref> Capela Sixtină“ a bisericilor de lemn din Dumbrava Sibiului[nefuncțională]
 articol de Alexandru Chituță în Ziarul Lumina, Vineri, 7 august 2009.</ref>
Interiorul pictat al bisericii provine din anul 1742, după cum o dovedește pisania aflată în stânga iconostasului, în partea superioară, a cărui transcriere o redăm mai jos: "Acestu frontaru svuntu lau răscumpearat Nistor Gheorghie cu feciori lui, cu Gherman și cu Nistor și cu Gevrilă și cu gasda alu Maria Petrui, pomănirea aloru, pomane în viaci, pomane loru, anul de la H[ri]stosu 1742".
Se mai păstrează o frumoasă pictură parietală datată din 1742. Biserica se află pe noua listă a monumentelor istorice sub codul LMI: SB-II-a-A-12012, ce cuprinde Muzeul Tehnicii Populare din Sibiu în ansamblul lui. 

## Imagini

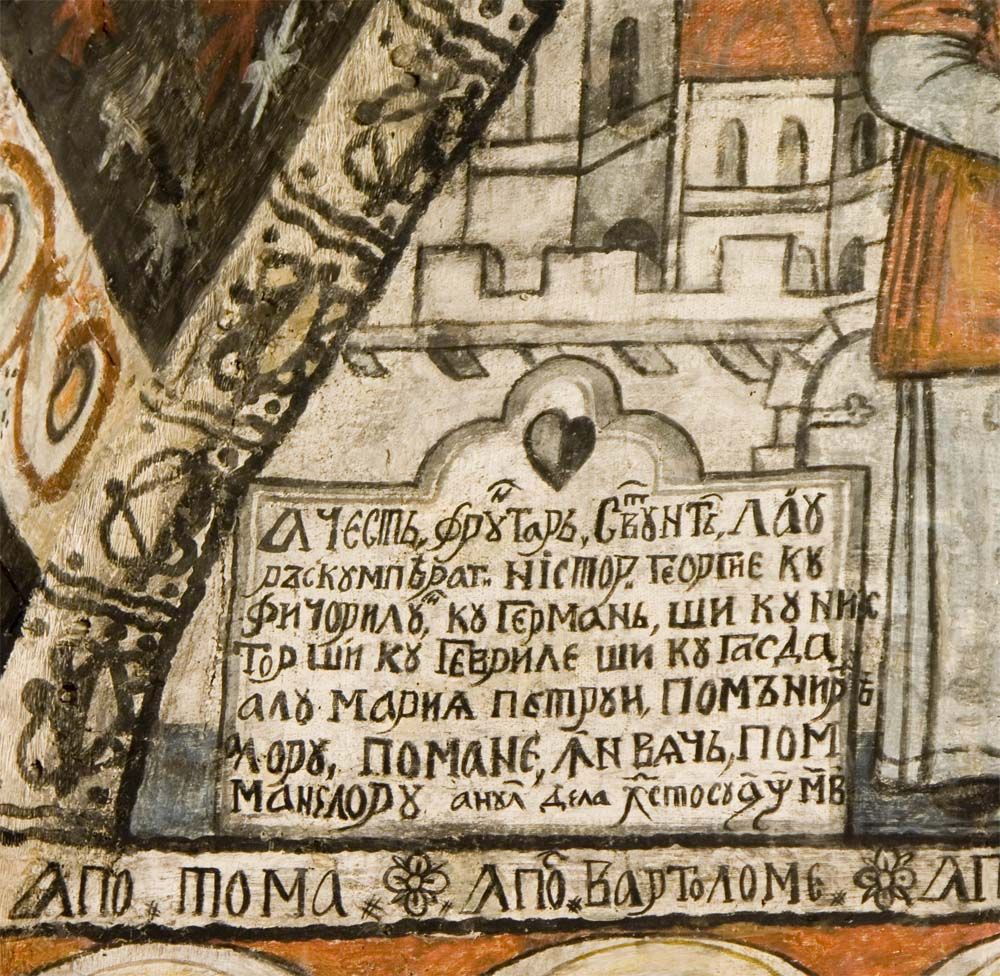
Pisania de la 1742
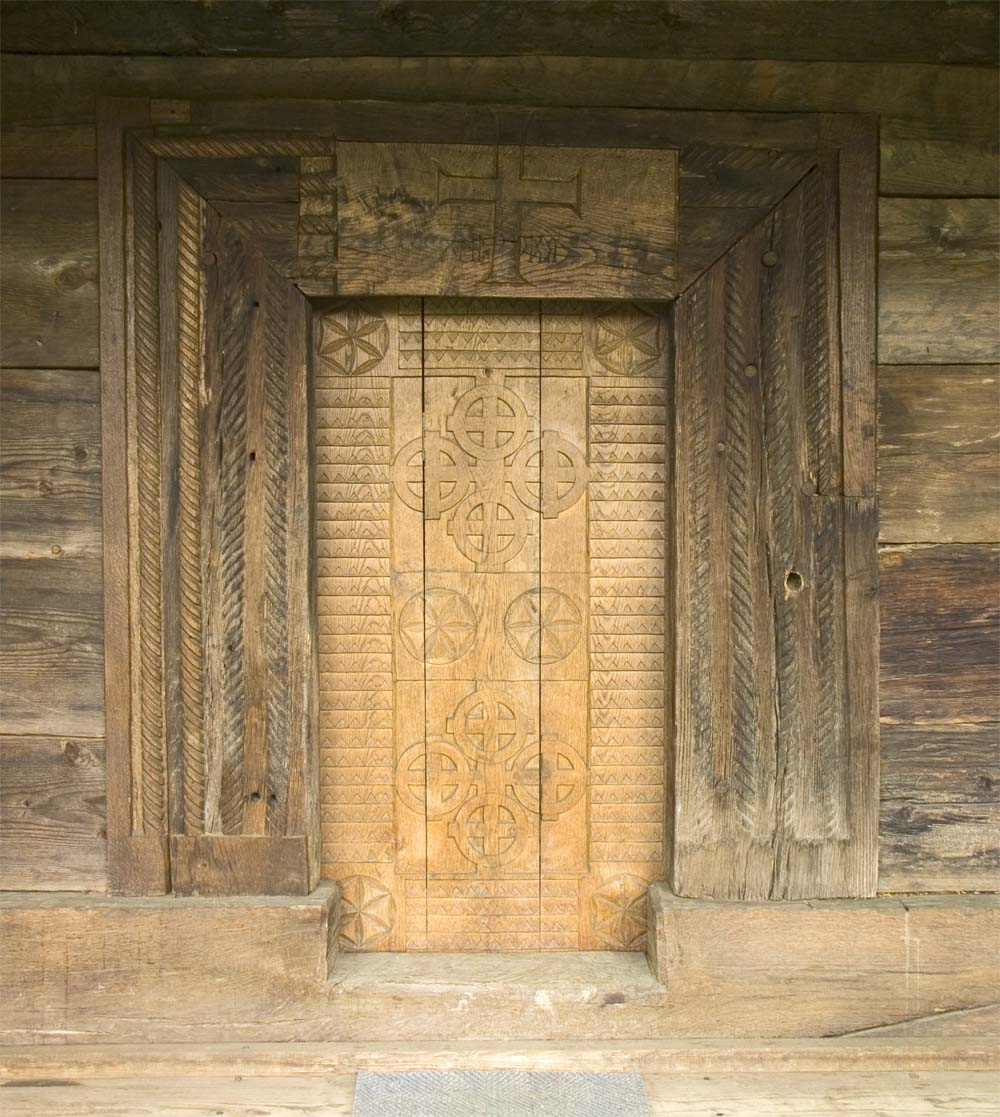
Portalul intrării